# Яр (Владимирская область)
Яр — посёлок в Вязниковском районе Владимирской области России, входит в состав муниципального образования «Город Вязники».

## География
Посёлок расположен в 10 км на восток от райцентра Вязники.

## История
В конце XIX — начале XX века деревня называлась Ярополческий оселок и входила в состав Олтушевской волости Вязниковского уезда. В 1859 году в деревне числилось 9 дворов, в 1905 году — 7 дворов, в 1926 году — 10 дворов.
С 1929 года посёлок Ярополческий входил в состав Логовского сельсовета Вязниковского района, с 1940 года — в составе Илевниковского сельсовета, с 2005 года — в составе муниципального образования «Город Вязники».

## Население
| 1859 | 1905 | 1926 | 2002 | 2010 | 2021 |
| ---- | ---- | ---- | ---- | ---- | ---- |
| 51   | ↗62  | ↘50  | ↘5   | ↘2   | ↘0   |